# Bilal bin Rabah

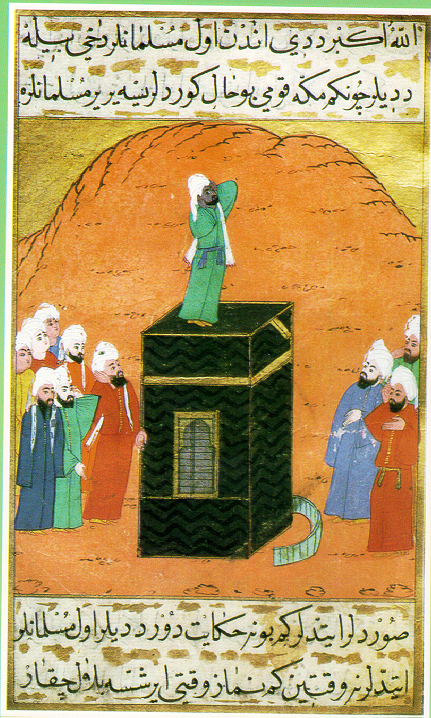

Bilal bin Rabah (în arabă: بلال بن رباح; d. 638-642), cunoscut și sub numele de Bilal al-Habashi, a fost unul dintre cei mai loiali companioni ai lui Muhammad, profetul religiei islamice. El a fost ales de către Muhammad pentru a fi primul muezin al islamului datorită vocii sale frumoase și puternice. Bilal, care era un sclav african la Mecca în momentul apariției islamului, a fost unul dintre primii convertiți la noua religie. La Medina, el a devenit un membru important al societății islamice, fiind cel responsabil cu chemarea la rugăciune. A fost muezin și la Mecca după cucerirea acesteia de către musulmani, fiind recunoscut pentru vocea să melodioasă și puternică. Acesta a fost de asemenea și unul dintre însoțitorii personali ai lui Muhammad. În ultimii ani ai vieții, a participat la cucerirea Siriei, unde și-a petrecut restul vieții. Datorită statutului pe care îl are Bilal în islam, mulți africani musulmani au susținut faptul că sunt descendenți ai acestuia.

## Naștere și prima parte a vieții
Bilal bin Rabah (fiul lui Rabah) s-a născut la Mecca la sfârșitul secolului al VI-lea. Acesta era de origine etiopiană, mama lui, Hamama, fiind o sclavă a clanului Banu Jumah din Hijaz, ceea ce explică numele sub care este cunoscut uneori, al-Habashi (etiopianul, abisinianul).
Sursele îl descriu ca fiind un bărbat înalt, slab, având piele de culoare închisă și păr gros. Bilal bin Rabah era sclavul bogatului comerciant meccan Ummaya bin Khalaf, care se afla la conducerea clanului Banu Jumah. Bilal era recunoscut ca fiind un sclav muncitor și de încredere. Prin urmare, îi erau atribuite responsabilități mai mari decât cele ale celorlalți sclavi ai lui Ummaya.

## Convertirea la islam
Conform surselor din tradiția islamică, Bilal a fost unul dintre primii convertiți la islam. Ummaya, cel care îl deținea pe Bilal, a aflat despre acest fapt și l-a torturat pe acesta în încercarea de a-l face să renunțe la noua religie și să revină la venerarea zeițelor meccane al-Lar și Uzza. Bilal a refuzat și a rezistat torturii până când Abu Bakr as-Sadiq, primul dintre cei patru califi rashidun ai islamului, a aflat despre chinul pe care îl îndura Bilal și i-a cumpărat libertatea de la clanul Jumah. După convertirea la islam, Muhammad l-a descris pe Bilal ca fiind „primul fruct al Abisiniei”.

## Migrația și viața la Medina
Odată eliberat, Bilal a devenit unul dintre cei mai devotați companioni ai lui Muhammad. El a făcut parte din primul grup de meccani care l-au urmat pe Muhammad la Medina în anul 622. La Medina, Bilal și alți musulmani veniți de la Mecca au folosit ca locuință o parte a moscheii nou-construite, deoarece aceștia încă nu aveau unde să locuiască. Astfel, ei au fost porecliți „oamenii vestibulului”(ahl al-suffa).
La scurt timp după ce a ajuns la Medina, Muhammad a dorit să instituie legăturile de frăție între musulmanii din Medina (al-ansar) și cei din Mecca (al-muhajirun). În timpul acestui proces de înfrățire, Muhammad i-a declarat pe Bilal din Mecca și pe Abu Ruwayha al-Khata’mi din Medina ca fiind frați.
În anul 623, a fost inițiată practica de chemare a credincioșilor la cele cinci rugăciuni zilnice (numită adhan). Bilal a fost ales de Muhammad pentru a fi primul muezin al islamului datorită puterii fascinante a vocii sale.
În anii ce au urmat, Bilal a participat la bătăliile dintre musulmani și  politeiștii meccani. În Bătălia de la Badr din 624, cel care îl torturase pe Bilal bin Rabah înainte de a fi eliberat de Abu Bakr, Ummaya bin Khalaf, a fost ucis de trupele musulmane. Unul dintre cele mai importante momente în care Bilal și-a îndeplinit rolul de muezin oficial al islamului a avut loc când Muhammad și adepții religiei islamice au revenit victorioși la Mecca în 630. După ce trupele musulmane au intrat în Mecca, Bilal s-a urcat pe Kaaba și i-a chemat pe credincioși la rugăciune.
În mod cert, Bilal a fost unul dintre cei mai apreciați membri ai noii comunități, el îndeplinind la un moment dat rolul de trezorier al lui Muhammad. Mai mult, Bilal bin Rabah l-a însoțit pe Muhammad  în toate campaniile militare importante.

## Ultima parte a vieții
După moartea lui Muhammad în 632, biografia lui Bilal este destul de neclară din cauza discrepanțelor dintre surse, în special dintre cele cu influențe sunnite și cele cu influențe șiite. Conform surselor sunnite, Bilal a continuat să fie muezin în timpul califatului lui Abu Bakr, însă și-a întrerupt această activitate când Umar bin al-Khattab a devenit calif. Unele surse șiite susțin faptul că după moartea lui Muhammad, Bilal bin Rabah nu a mai dorit să fie cel care efectuează chemarea la rugăciune din cauza faptului că nu a fost de acord cu aranjamentele succesiunii. Se spune că ar fi refuzat să-l accepte pe Abu Bakr ca fiind cel îndreptățit să fie calif. Conform altor surse șiite, Bilal a mai recitat adhanul la cererea nepoților lui Muhammad, al-Hasan și al-Husayn, atunci când a fost să viziteze mormântul lui Muhammad, care se afla la Medina.
În timpul califatului lui Umar bin al-Khattab, Bilal al-Habashi s-a mutat în Siria, unde a participat la operațiunile militare împotrivă bizantinilor. Unele surse șiite susțin faptul că acesta ar fi plecat în Siria deoarece nu dorea să-i sprijine pe Abu Bakr și Umar bin al-Khattab în ceea ce privește conducerea califatului islamic, ci pe vărul lui Muhammad, Ali bin Abi Talib.

## Deces
Există mai multe variante în ceea ce privește data și locul decesului lui Bilal bin Rabah. Sursele sunnite indică faptul că acesta a murit undeva în Siria (Damasc, Alep sau Darayya) între anii 638- 642. Șiiții susțin că Bilal a murit la Damasc în 641,când avea puțin peste 60 de ani.
Mormântul lui Bilal al-Habashi se află la cimitirul Bab al-Saghir din Damasc. Acesta este vizitat de pelerinii pioși, care sunt de cele mai multe ori musulmani șiiți.

## Moștenirea culturală
Bilal bin Rabah a fost un membru important al comunității islamice timpurii, el fiind un companion apropiat al lui Muhammad.  El a rămas o figură marcantă a culturii islamice. Pe de o parte, fiind primul muezin, el este venerat de toți muezinii din lumea islamică. Pe de altă parte, Bilal bin Rabah a devenit o figură simbolică importantă pentru musulmanii africani și afro-americani, care îl venerează în mod particular datorită faptului că a fost un companion de culoare al lui Muhammad. Warith Din Muhammad, conducătorul organizației American Muslim Mission, i-a numit pe adepții săi „bilalieni” și a schimbat numele ziarului Nation of Islam în Bilalian News. De asemenea, există moschei ale comunităților de musulmani afro-americani care îi poartă numele lui Bilal.
În zilele noastre, Bilal este amintit în întreaga lume islamică prin intermediul tradițiilor orale și al literaturii pentru copii, care conțin poveștile companionilor lui Muhammad.
Pentru musulmanii de culoare, viața lui Bilal este dovada clară a contribuției pe care au avut-o africanii la nașterea și evoluția islamului. Viața lui Bilal bin Rabah demonstrează absența prejudecății rasiale în gândirea islamică originală. Bilal este considerat strămoșul populației Mandinka din Mali, precum și protectorul muzicienilor de culoare din Maroc. De asemenea, musulmanii de culoare din India susțin că sunt descendenți ai lui Bilal bin Rabah.